# داروينية غلوكية الأوراق
داروينية غلوكية الأوراق (الاسم العلمي:Darwinia glaucophylla) هي نوع من النباتات تتبع جنس الداروينية من فصيلة الآسية. تم وصف هذا النوع من النبات علمياً لأول مرة من قبل بربارة غيليان بريغز سنة 1962.